# Isabella Charlet-Straton
Mary Isabella Charlet-Straton, nata Straton (1838 – 12 aprile 1918), è stata un'alpinista britannica.
Compì diverse prime ascensioni sulle Alpi in coppia con la connazionale Emmeline Lewis Lloyd e con il futuro marito Jean-Estéril Charlet, con il quale nel 1876 compì la prima invernale alla vetta del Monte Bianco. La vette di 3761 metri Punta Isabella nord e 3753 metri Punta Isabella sud sul massiccio del Monte Bianco sono state chiamate così in suo onore essendo state scalate per la prima volta da lei insieme a Jean-Estéril e Pierre Charlet nel 1875.

## Biografia

### I primi anni
Straton nacque nel 1838 nel Sussex, in Inghilterra, da una famiglia benestante e ricevette una buona educazione. Intorno ai vent'anni, in seguito alla morte dei genitori e della sorelle, ereditò la fortuna di famiglia e divenne economicamente indipendente.

### La carriera da alpinista

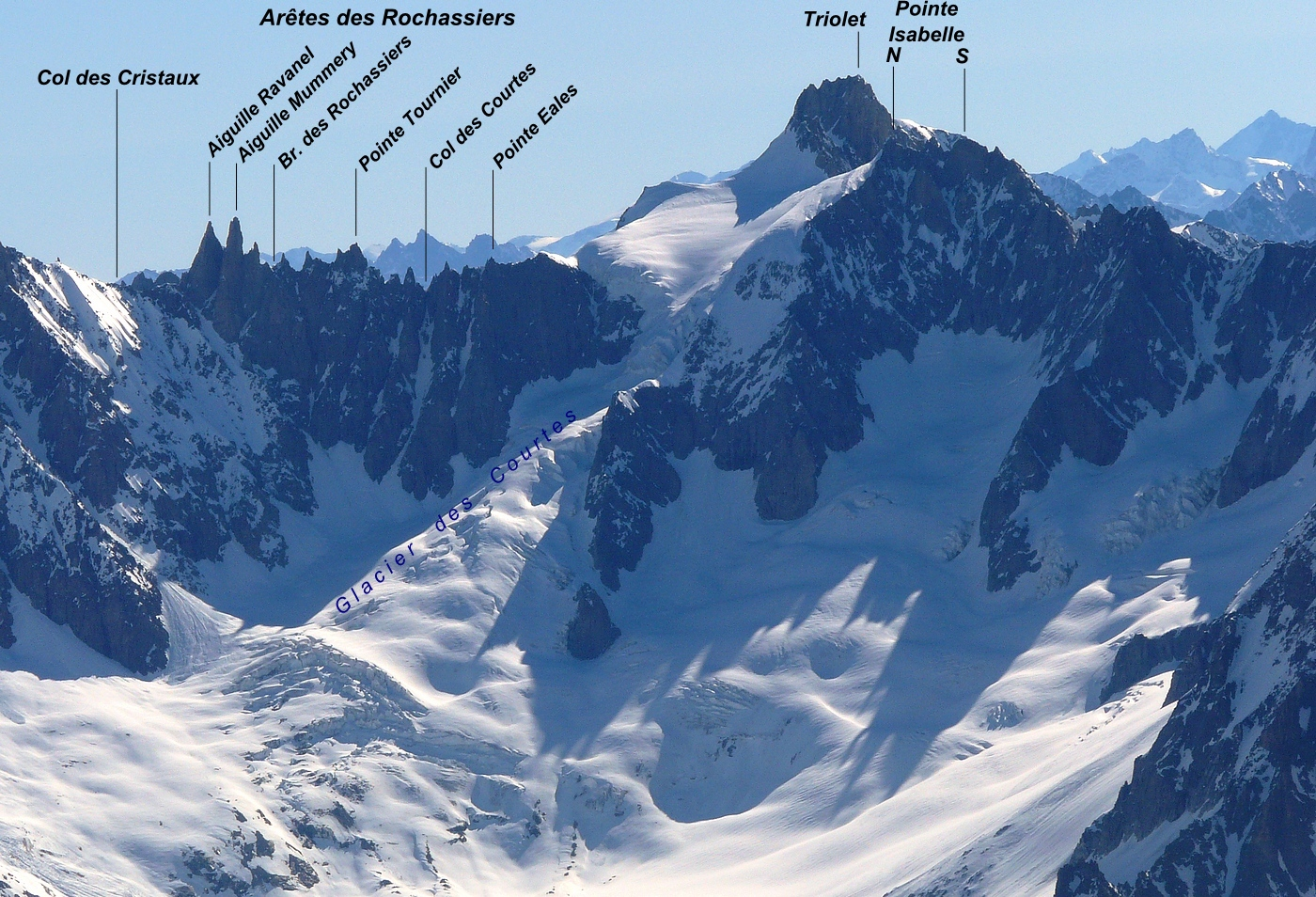
L'Aiguille de Triolet con Punta Isabella

Si appassionò all'alpinismo grazie alla connazionale e amica Emmeline Lewis Lloyd, con la quale viaggiò tra le Alpi e i Pirenei negli anni 60 e 70 del XIX secolo. Insieme tentarono, senza riuscirvi, la scalata del Cervino nel 1869 e raggiunsero con successo la cima del Monviso nel 1870. Il 22 settembre 1871 compirono la prima scalata della Aiguille du Moine, vetta di 3412 metri del Massiccio del Monte Bianco, accompagnate dalle guide di Chamonix Joseph Simond e Jean-Estéril Charlet.
Quando Emmeline Lewis Lloyd decise di smettere di scalare, Straton continuò a farlo insieme a Jean-Esteril Charlet, che in seguito sarebbe anche diventato suo marito, per altri venti anni. Tra le loro scalate è possibile citare quelle dell'Aiguille du Midi, dell'Aiguille de Blaitière, dei Dents du Midi e del Monte Dom. Nel 1875 compirono la prima ascesa ad una vetta di 3761 metri dell'Aiguille de Triolet che Charlet battezzò Punta Isabella in onore della sua compagna di scalata.
Il 31 gennaio 1876 Straton compì insieme a Charlet e a Sylvain Couttet la sua impresa più prestigiosa, la prima scalata invernale alla vetta del Monte Bianco. Nel novembre dello stesso anno Straton e Charlet si sposarono.
Nel 1881 la coppia scalò una vetta ancora inviolata della Catena delle Aiguilles Rouges e la battezzarono Pointe (o Aiguille) de la Persévérance, in ricordo "della perseveranza che avevano dimostrato prima di aver osato confessare i sentimenti che provavano l'uno per l'altra".

### Vita familiare
Nonostante la diversità di classe sociale - lei era una ricca ereditiera mentre lui un uomo di umili origini che prima di diventare guida aveva lavorato come pastore - Isabella Straton e Jean-Estéril Charlet si sposarono nel novembre 1876 decidendo di adottare entrambi il cognome Charlet-Straton, e si stabilirono a Argentière, frazione del comune di Chamonix. Ebbero due figli, che incoraggiarono a dedicarsi all'arrampicata: uno di essi scalò il Monte Bianco all'età di tredici anni e l'altro, Robert, raggiunse la vetta a undici anni in compagnia del padre il 7 settembre 1889. Robert morì nel 1915 durante la prima guerra mondiale. Isabella morì 12 aprile 1918 a La Roche-sur-Foron, in Alta Savoia e fu sepolta ad Argentière. In seguito i nipoti di Straton e Charlet aprirono un hotel a Chamonix chiamandolo Pointe Isabelle in onore della nonna.